# Expediente 64: Los casos del departamento Q
Expediente 64: Los casos del departamento Q (título original en danés: Jornal64) es una película danesa del 2018, dirigida por Christoffer Boe. La película está basada en la novela Expediente 64: Los casos del Departamento Q de Jussi Adler-Olsen. Es la cuarta película de la serie del Departamento Q.

## Argumento
Dos obreros hacen un alarmante descubrimiento en un antiguo apartamento de Copenhague: escondidos tras una pared falsa se hallan tres cadáveres momificados, sentados alrededor de una mesa con un cuarto asiento libre. El caso lo investigan el Detective Carl Mørck (Nikolaj Lie Kaas) y su asistente Assad (Fares Fares). Su objetivo será descubrir quiénes son las momias y para quién estaba destinado el cuarto asiento.
Carl y Assad empezarán una carrera a contrarreloj para frenar nuevos asesinatos y ataques.
Cuarta entrega cinematográfica de la saga Los casos del Departamento Q, basada en los libros de Jussi Adler-Olsen.

## Reparto
- Nikolaj Lie Kaas – Carl Mørck
- Fares Fares – Assad
- Johanne Louise Schmidt - Rose
- Nicolas Bro - Brandt
- Anders Hove - Curt Wad
- Elliott Crosset Hove - Curt Wad de joven
- Soren Pilmark - Marcus Jacobsen